# Geldbuße
Unter Geldbuße, kurz Buße, auch Bußgeld o. ä., versteht man im Verwaltungsrecht eine Geldzahlung, die bei geringfügiger Verletzung der Rechtsnormen wegen Ordnungswidrigkeit durch Behörden oder Gerichte verhängt wird. Davon abzugrenzen ist die im Strafrecht deutschsprachiger Länder vom urteilenden Gericht verhängte Geldstrafe.
In den meisten Rechtsordnungen spielen Geldbußen besonders im Straßenverkehr eine Rolle.
Der Allgemeinbegriff Buße betrifft jede Art von Ausgleich des Täters für von ihm verursachtes Unrecht oder Leid. Hierunter fällt auch die religiöse Buße und die Kirchenbuße als Abkehr vom falschen Lebensweg und Hinwendung zu Gott. Für den Sünder galt die Buße als einziger Weg zum Seelenheil. Im Christentum stellt die Buße das Bemühen um die Wiederherstellung eines durch menschliches Vergehen gestörten Verhältnisses zwischen Gott und dem Menschen dar. Die Buße führt über die Erkenntnis der eigenen Schuld (Ijob 42,6 ) zu den rechtschaffenen Werken des neuen Lebens (Apg 26,20 ), die die Abkehr von der bisherigen Lebensführung einschließen (Röm 6,1f ).
Das Kompositum Geldbuße soll darauf hinweisen, in welcher Form der Täter zu büßen hat, nämlich durch eine Geldzahlung. Durch diese soll er eine Vermögensminderung erleiden anstelle des Freiheitsentzugs bei einer Gefängnisstrafe. Die Geldbuße ist eine Sanktion zur Ahndung von Ordnungswidrigkeiten, die den wirtschaftlichen Vorteil, den der Täter aus der Ordnungswidrigkeit erlangt hat, übersteigen soll. Doch nicht jeder Geldbuße ist auch ein wirtschaftlicher Vorteil des Täters vorausgegangen (etwa beim Fütterungsverbot für Stadttauben).
In einigen Sprachen ist die Bezeichnung für eine Geldbuße aus dem lateinischen Wort finare für „beenden, bezahlen“ abgeleitet. Das gilt neben dem  Englischen (fine) auch in den Niederlanden (niederländisch fijn) und Frankreich (französisch fin). In England werden die Worte für Geldbuße und Geldstrafe (englisch penalty) begrifflich nicht genau unterschieden und oft synonym gebraucht.

## Geschichte
Das älteste römische Recht kannte die Geldleistung nur als Privatstrafe (lateinisch poena privata), nicht als öffentliche Strafe; in das Strafensystem des öffentlichen Rechts ist die Geldbuße (lateinisch multa) erst allmählich aus dem Prozessrecht übernommen worden. Die Geldbuße (lateinisch poena (pecuniaria)) wurde später auf jede Strafe ausgedehnt. Das Wort stammte aus dem griechischen „Sühne, Rache“ (griechisch ποινή, poinḗ), aus dem auch die Pein abgeleitet ist. Im römischen Recht waren alle geringeren und mittleren Vergehen nicht mit öffentlicher Strafe bedroht, sondern lediglich mit Privatstrafe; in klassischer Zeit stets eine Geldbuße, die dem Verletzten zufiel. Das Zwölftafelgesetz kannte für schwere Personalverletzungen die Vergeltung mit dem gleichen Übel (lateinisch talion), allerdings durfte an ihre Stelle auch eine frei zu vereinbarende Buße treten. Für die minderen Personalverletzungen schloss das Gesetz die Talion völlig aus und schrieb feste Geldbußen (lateinisch poena) vor.
Das deutsche Wort „Buße“ entwickelte sich aus dem mittelhochdeutschen „buoʒe“. Bei den Germanen und im Frühmittelalter folgte der Verletzung eines anderen eine Buße oder Wergeld als Ausgleich des Täters an das Opfer oder dessen Sippe, einer frühen Form des Täter-Opfer-Ausgleichs. Das Wergeld („Manngeld“) sollte dem Geschädigten sein Recht auf Rache (die Fehde) nehmen. Buße und Wergeld wurden bei den Germanen lange Zeit durch Vieh bezahlt. War die Fehde ausgeschlossen, so dass kein Friedensgeld erhoben werden konnte, gehörte die zu leistende Buße nicht zum Strafrecht. Der Sachsenspiegel aus 1235 unterschied zwischen Wergeld und Buße.
Mittelalterliche Gefängnisstrafen durften zuweilen aus Gnade in eine entsprechende Geldbuße umgewandelt werden. So wurde beispielsweise im Mai 1461 der Frankfurter Moritz Berkamer wegen Zollbetruges in Miltenberg neben der Konfiszierung seiner Güter auch mit Haft belegt. Die kursächsischen Konstitutionen aus 1572 führten die vom Richter festzulegende „Geld-Busse“ ein. Ab August 1637 durfte gemäß dem Codex Augusteus ein Beleidigter zwischen der Klage auf Widerruf der Beleidigung und der Klage auf Geldbuße wählen. Gerade Ehrdelikte (Verleumdungen, Beleidigungen, Beschimpfungen o. ä., je nach Rechtskreis) blieben der Rechtsgrund für Geldbußen, so etwa sah es der im Februar 1870 vom norddeutschen Bund beschlossene Strafgesetzentwurf vor.

## Situation in einzelnen Ländern

### Deutschland
Im heutigen deutschen Recht wird eine rechtswidrige und vorwerfbare Handlung entweder mit Geldbuße (Verwaltungsrecht) oder mit Geldstrafe (Strafrecht) geahndet. Soweit strafrechtliche Vorschriften bestimmten, dass zugunsten des Verletzten einer Straftat auch eine Buße erkannt werden kann, traten sie im Dezember 1974 ersatzlos außer Kraft (Art. 16 EGStGB). Dadurch ist die Geldbuße heute ein rein verwaltungsrechtlicher Begriff.

#### Geschichte
Das im Januar 1872 in Kraft getretene Strafgesetzbuch (StGB) sah ausnahmsweise vor, dass neben einer Strafe auch eine Buße verhängt werden konnte. Dies galt lediglich für Verleumdung oder üble Nachrede (§ 188 StGB a. F.) und auch für die Körperverletzung (§ 231 StGB a. F.). Diese Bußen galten nicht als Strafe, sondern bezweckten eine Genugtuung des Opfers. In der Praxis hatten diese Vorschriften keine nennenswerte Bedeutung erlangt. Es erschien dem Gesetzgeber auch nicht angezeigt, das Institut der Buße künftig dadurch zu beleben, dass man zwischen der Buße als Genugtuungsleistung einerseits und dem Schmerzensgeld als dem Ersatz immateriellen Schadens (unter Herauslösung des Genugtuungsgesichtspunkts) andererseits eine klare Trennung trifft und die Festsetzung der Buße als Genugtuungsleistung dem Strafrichter, die Festsetzung des sonstigen immateriellen Schadens aber dem Zivilrichter zuweist. Diese Vorschriften über die Buße zugunsten des Verletzten (§§ 188, 231 StGB a. F.) wurden im Dezember 1974 ersatzlos gestrichen.
Das 1949 in Kraft getretene Wirtschaftsstrafgesetz führte die Geldbuße als neue Art der Verwaltungsstrafe ein. Das 1952 in Kraft getretene Gesetz über Ordnungswidrigkeiten (OWiG) übernahm diese Verwaltungsstrafe. Ordnungswidrigkeiten sind demnach alle mit Geldbuße bedrohten Handlungen. Mit Geldbuße bedrohte Handlungen sind im OWiG selbst kaum enthalten (ab § 111 OWiG), sondern meist in Spezialgesetzen mit eigenständigen Bußgeldvorschriften. So handelt ordnungswidrig, wer gemäß § 144 GewO die Vorschriften über erlaubnispflichtige Gewerbe missachtet. In dieser Form enthalten die meisten Rechtsgebiete spezifische Bußgeldvorschriften für begangene Ordnungswidrigkeiten (etwa Ladenschluss gemäß § 24 LadSchlG; Tierschutz gemäß § 18 TierSchG; Umweltrecht mit § 62 BImSchG oder § 26 ChemG oder § 103 WHG; Verkehrsrecht gemäß § 24 StVG).

#### Rechtsfragen
Geldbußen werden gemäß § 17 Abs. 2 OWiG für fahrlässig oder vorsätzlich begangene rechtswidrige Handlungen verhängt. Dabei gibt diese Vorschrift den Höchstbetrag für Fahrlässigkeit mit der Hälfte des vorgesehenen Höchstbetrages für Vorsatz vor. Ein rechtfertigender Notstand (§ 16 OWiG) oder Notwehr (§ 15 OWiG) schließt die Erhebung einer Geldbuße aus. Ist eine Handlung gleichzeitig Straftat und Ordnungswidrigkeit, so wird nur das Strafgesetz angewendet (§ 21 OWiG). Begehen Stellvertreter oder Organwalter von juristischen Personen oder Personenvereinigungen Ordnungswidrigkeiten, durch die Pflichten, welche die juristische Person oder die Personenvereinigung treffen, verletzt worden sind, so kann gegen diese eine Geldbuße festgesetzt werden (§ 30 OWiG). Betroffene erhalten Akteneinsicht (§ 49 OWiG). Auch die Polizei darf Ordnungswidrigkeiten gemäß § 53 OWiG erforschen. Das Verwarnungsgeld ist gemäß § 56 OWiG eine geringfügige Geldbuße zwischen 5 € und 55 €. In diesem Bereich liegen meist auch die Strafzettel („Knöllchen“) des Straßenverkehrs. Erhoben wird das Bußgeld durch die Bußgeldstelle der zuständigen Behörde im Rahmen des Bußgeldverfahrens mittels Bußgeldbescheid (§ 65 OWiG), der einen Verwaltungsakt darstellt. Dieser kann gemäß § 37 Abs. 6 VwVfG durch den Rechtsbehelf des Einspruchs nach § 67 OWiG angefochten werden. Die Gerichte sind originär gemäß § 45 OWiG und im Verfahren nach Einspruch gegen den Bußgeldbescheid gemäß § 68 OWiG für die Verhängung von Geldbußen zuständig, wobei die Entscheidung durch Beschluss (§ 72 OWiG) oder Urteil (§ 260 StPO i. V. m.  § 46 OWiG) ergeht.
Nach der Nomenklatur der §§ 65, 66 OWiG wird die zu Grunde liegende Entscheidung als Bußgeldbescheid, die darin verhängte Sanktion indes als Geldbuße bezeichnet.
Die möglichen Verkehrsverstöße werden durch Verwarnungsgeld, Geldbußen oder ein Fahrverbot geahndet und sind in einem gemäß § 26a StVG erlassenen Bußgeldkatalog abschließend aufgezählt, der für Verwaltungsbehörden und Gerichte verbindlich ist.

#### Höhe der Geldbuße
Nach § 17 Abs. 1 OWiG beträgt die Geldbuße mindestens 5 € und, „wenn das Gesetz nichts anderes bestimmt“, höchstens 1000 €, das ist der so genannte „Regelrahmen“.
Eine höhere Höchstgeldbuße ist häufig:
- Von höchster Bedeutung sind in der Praxis § 24a Straßenverkehrsgesetz (StVG) („0,5‰-Gesetz“) mit 3000 € und § 24 StVG („Verkehrsordnungswidrigkeiten“, im Besonderen nach der Straßenverkehrs-Ordnung) mit 2000 €.
- § 17 Abs. 4 OWiG lautet: „Die Geldbuße soll den wirtschaftlichen Vorteil, den der Täter aus der Ordnungswidrigkeit gezogen hat, übersteigen. Reicht das gesetzliche Höchstmaß hierzu nicht aus, so kann es überschritten werden.“ Damit ist die Höhe der Geldbuße in einem solchen Fall nach oben offen.
- Das OWiG sieht auch sonst höhere Höchstgeldbußen vor, nämlich in § 30 OWiG („Geldbuße gegen juristische Personen und Personenvereinigungen“): 10 Millionen € und in § 130 OWiG („Verletzung der Aufsichtspflicht in Betrieben und Unternehmen“) 1 Million €.
- Von sonstigen Gesetzen seien erwähnt: § 81 Abs. 4 Satz 1 GWB (Kartellrecht) bis zu 1 Million € und § 69 Abs. 6 BNatSchG (Naturschutz) bis zu 50.000 €.

Diese genannten Höchstgeldbußen gelten aber nur, wenn die Tat vorsätzlich begangen wurde, bei Fahrlässigkeit beträgt die Obergrenze die Hälfte (§ 17 Abs. 2 OWiG).
Zur Höhe der Geldbuße im Einzelfall sagt § 17 Abs. 3 OWiG: „Grundlage für die Zumessung der Geldbuße sind die Bedeutung der Ordnungswidrigkeit und der Vorwurf, der den Täter trifft. Auch die wirtschaftlichen Verhältnisse des Täters kommen in Betracht; bei geringfügigen Ordnungswidrigkeiten bleiben sie jedoch in der Regel unberücksichtigt.“ Die Geldbuße muss also für jeden Fall und jeden Täter individuell zugemessen werden, es gelten die gleichen Grundsätze wie bei der  Strafzumessung.
Zur Bemessung der Geldbußen gibt es, vor allem bei Ordnungswidrigkeiten im Straßenverkehr, eine kaum überschaubare Rechtsprechung, vgl. hierzu die beiden unter „Literatur“ aufgeführten Kommentare, jeweils zu § 17 OWiG.

#### Bußgeldkataloge
Bußgeldkataloge enthalten Bestimmungen zur Bemessung der Höhe der Geldbuße bei häufig vorkommenden Verstößen und dienen dem Ziel einer gleichmäßigen Rechtsanwendung. Für einen abstrakten Regelfall (gewöhnliche Tatumstände, bestimmter Schuldvorwurf – also Vorsatz oder Fahrlässigkeit –, durchschnittliche wirtschaftliche Verhältnisse) wird eine bestimmte Geldbuße bzw. ein bestimmter Bußgeldrahmen festgesetzt (sog. Regelsatz). Bußgeldkataloge können in Form von Rechtsnormen (insbesondere einer Verordnung) ergehen, häufiger aber sind Verwaltungsvorschriften. Beispiele:
- Bund
  - Verordnung über die Erteilung einer Verwarnung, Regelsätze für Geldbußen und die Anordnung eines Fahrverbotes[17] wegen Ordnungswidrigkeiten im Straßenverkehr (Bußgeldkatalog-Verordnung – BKatV) nach § 26a StVG (seit 1990)
  - Buß- und Verwarnungsgeldkatalog für Zuwiderhandlungen gegen das Bundesfernstraßenmautgesetz (BFStrMG)
  - Buß- und Verwarnungsgeldkatalog Binnen- und Seeschifffahrtsstraßen (BVKatBin-See)
  - Buß- und Verwarnungsgeldkatalog zur Gefahrgutverordnung Straße, Eisenbahn und Binnenschifffahrt (GGVSEB): RSEB, Anlage 7
  - Bußgeldkatalog GGVSee: Richtlinien zur Durchführung der Gefahrgutverordnung See, Anlage 2
- Bund und Länder
  - Buß- und Verwarnungsgeldkatalog zum Güterkraftverkehrsgesetz (GüKG)
  - Buß- und Verwarnungsgeldkatalog zum Berufskraftfahrerqualifikationsgesetz
- Länder
  - Bußgeldkataloge zum Umweltschutz (z. B. Bayern)
  - Bußgeldkataloge zur COVID-19-Pandemie (z. B. Bayern)
  - Bußgeldkatalog zum Hundegesetz (Schleswig-Holstein)
  - Buß- und Verwarnungsgeldkatalog zum Landeswaldgesetz (Baden-Württemberg, Thüringen)
- Länderausschuss für Arbeitsschutz und Sicherheitstechnik (LASI)
  - Buß- und Verwarnungsgeldkataloge zum Fahrpersonalrecht (LV 48 1996/2008)
  - Bußgeldkatalog zur Arbeitsstättenverordnung (LV 56 2012)
  - Bußgeldkataloge zum Arbeitszeit-, zum Jugendarbeitsschutz- und zum Mutterschutzrecht (LV 60 1996/2013)
  - Bußgeldkatalog zur Biostoffverordnung (LV 61 2016)
  - Bußgeldkataloge zur Betriebssicherheitsverordnung (LV 62 2018)

#### Bußgeldempfänger
Zahlungsempfänger der Geldbußen ist die öffentliche Hand, und zwar die allgemeine Finanzkasse. Im Regelfall bekommt das Geld die staatliche Institution, der die Behörde angehört, die den Bußgeldbescheid erlassen hat. Hat mithin eine Bundesbehörde den Bescheid erlassen, geht das Bußgeld an den Bund, bei einer Landesbehörde an die Landeskasse usw. Besonders zu erwähnen sind die sonstigen   Gebietskörperschaften, z. B. Gemeinden, Landkreise, Kommunalverbände usw. Im Einzelnen sind die Regelungen für jedes Bundesland verschieden.

#### Nichtzahlung einer Buße
Wird eine in Rechtskraft erwachsene Geldbuße nach dem OWiG nicht bezahlt, kann die Verwaltungsbehörde beim zuständigen Gericht Erzwingungshaft nach den §§ 96, § 97 OWiG beantragen. Die Erzwingungshaft kann nur einmal für jede verwirkte Buße angeordnet werden und darf maximal sechs Wochen dauern. Sie darf nicht angeordnet werden, wenn der Schuldner zahlungsunfähig ist. Bei Zahlungsunfähigkeit ruht die Vollstreckung.
Bei Jugendlichen und Heranwachsenden können bei Nichtzahlung einer Buße Maßnahmen durch den zuständigen Jugendrichter verhängt werden (§ 98 OWiG). Als Ersatzmaßnahme kann eine Arbeitsleistung, die Wiedergutmachung des Schadens nach besten Kräften, die Teilnahme am Verkehrsunterricht bei Verkehrsdelikten oder die Leistungserbringung in anderer Art und Weise angeordnet werden. Kommt der Jugendliche oder Heranwachsende dieser Anordnung nicht nach und zahlt auch die Geldbuße nicht, kann der Jugendrichter Jugendarrest bis zu einer Woche verhängen.
Eine Geldbuße ist nicht vererblich. Stirbt ihr Schuldner, darf nicht in den Nachlass vollstreckt werden (§ 101 OWiG).
Durch das am 1. Mai 2024 in Kraft getretene Polizeiabkommen zwischen der Schweiz und Deutschland können deutsche Behörden Verkehrsbußen ab 70 Euro von in der Schweiz registrierten Fahrzeugen durch das Schweizer Betreibungsamt eintreiben lassen.

#### Geldbuße als Disziplinarmaßnahme
Rechtsgrundlage für eine Bußordnung durch Betriebsvereinbarung, Betriebsordnung oder Tarifvertrag ist § 87 Abs. 1 Nr. 1 BetrVG, wonach der Betriebsrat bei Fragen der Ordnung des Betriebs und des Verhaltens der Arbeitnehmer im Betrieb ein Mitbestimmungsrecht besitzt. Diese können in der Privatwirtschaft vorsehen, dass bei Verstößen der Arbeitnehmer gegen Arbeitsvertrag, Betriebsordnung oder Arbeitsanweisungen ein Katalog von aufsteigend schwerwiegenden Disziplinarmaßnahmen angewandt wird. Als betriebliche Strafmaßnahmen (Betriebsbuße) sind folgende Ahndungsarten üblich: Ermahnung, Verwarnung, dienstlicher Verweis, Geldbuße oder Entzug freiwilliger sozialer Leistungen. Außerdem gibt es noch die Anhörung, Belehrung, Rüge, der zeitweilige Ausschluss von freiwilligen Vergünstigungen (Gratifikation), Degradierung und als schwerste Form der Disziplinarmaßnahme die Abmahnung. Die Geldbußen sind betraglich nicht begrenzt, übersteigen jedoch im Regelfall nicht das Monatsgehalt/den Monatslohn des Arbeitnehmers.
Im Disziplinarrecht der Beamten kann die Geldbuße gemäß § 7 BDG bis zur Höhe der monatlichen Dienstbezüge auferlegt werden. Dies gilt für Bundesrichter gemäß § 46 Deutsches Richtergesetz entsprechend. Hinsichtlich der Beamten und Richter im Dienst der Bundesländer und sonstiger Körperschaften gelten weitestgehend inhaltsgleiche Landesgesetze. Bei Soldaten wird die vergleichbare Maßnahme nach § 24 Wehrdisziplinarordnung als „Disziplinarbuße“ bezeichnet.

### Schweiz
In der Schweiz können Bussen (französisch amende, italienisch multa, rätoromanisch multa) von Straf- oder Verwaltungsbehörden als Sanktion für Übertretungen (der geringfügigsten Art von Delikten) oder gestützt auf eine gesetzliche Grundlage als Sanktion für die Übertretung von Vorschriften des öffentlichen Rechts ausgesprochen werden. Im Unterschied zur Geldstrafe werden Bussen in der Regel ohne Rücksicht auf die persönlichen Verhältnisse des Täters bemessen. Die Ordnungsbusse (französisch amende d'ordre, italienisch multa disciplinare, rätoromanisch multa disciplinara) ist eine im Schweizer Verkehrsrecht für verschiedene leichtere Fälle von Verkehrsregelverletzungen vorgesehene Sanktion. Ordnungsbussen unterscheiden sich von der normalen strafrechtlichen Busse dadurch, dass sie von der Polizei ausgesprochen werden. Werden sie widerspruchslos bezahlt, erfolgt kein ordentliches Strafverfahren und erhält der Täter keinen Eintrag im Strafregister.

### EU
Innerhalb der EU-Mitgliedstaaten gilt der EU-Rahmenbeschluss zur gegenseitigen Anerkennung und Vollstreckung von Geldsanktionen.
Das bisher höchste Bußgeld verhängte die Europäische Kommission gegen das US-amerikanische Unternehmen Google mit rund 4,3 Mrd. Euro im Juli 2018. Gegen den  weltgrößten Chiphersteller Intel wurde im Mai 2009 ein Bußgeld in Höhe von 1,06 Mrd. Euro verhängt. Intel musste sich wegen Missbrauchs einer marktbeherrschenden Position im Sinne des Art. 102 AEUV verantworten, weil es illegale Zahlungen und Rabatte in der Computerbranche veranlasst hatte.